# Henri Becquerel
Antoine Henri Becquerel (ur. 15 grudnia 1852 w Paryżu, zm. 25 sierpnia 1908 w Le Croisic) – francuski chemik i fizyk, laureat Nagrody Nobla w dziedzinie fizyki w 1903 za odkrycie promieniotwórczości.

## Życiorys
Henri Becquerel urodził się w Paryżu w rodzinie o długich tradycjach naukowych, odkrył m.in. tzw. efekt fotowoltaiczny jako pierwszy zmierzył temperaturę za pomocą ogniwa termoelektrycznego. 
Henri oprócz edukacji domowej odebrał staranne wykształcenie uniwersyteckie – studiował nauki ścisłe na École Polytechnique w Palaiseau pod Paryżem oraz inżynierię na École Nationale des Ponts et Chaussées.
Był dwukrotnie żonaty: w 1874 ożenił się z córką Jules'a Jamina Lucie-Zoe-Marie Jasmin, która zmarła wkrótce po urodzeniu ich syna Jeana, który został fizykiem; w 1890 ożenił się z Louise Désirée Lorieux.
W 1908 został wybrany prezesem Francuskiej Akademii Nauk. Zmarł w wieku 55 lat w Croisic.

## Wkład w nauki przyrodnicze, odkrycia i ważniejsze prace

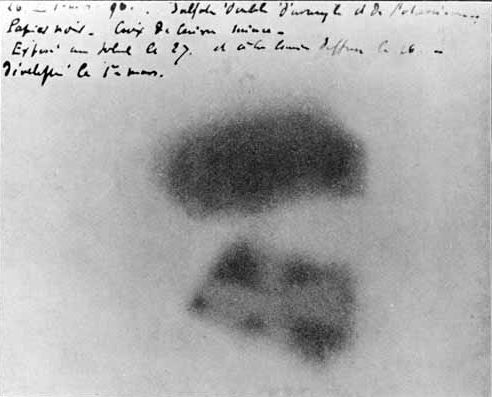
Fragment kliszy fotograficznej należącej do Becquerela, która została zaciemniona przez promieniowanie jądrowe soli uranu. Cień metalowego krzyża maltańskiego umieszczonego pomiędzy kliszą a solami uranu jest wyraźnie widoczny.

W 1892 stał się trzecim z rodziny, który zajmował stanowisko profesora fizyki w Muséum national d'Histoire naturelle. W 1894 został głównym inżynierem francuskiego ministerstwa dróg i mostów, a od 1895 rektorem École Polytechnique. Od 1889 był członkiem Francuskiej Akademii Nauk.
Zajmował się badaniem fluorescencji, fosforescencji, magnetyzmu i polaryzacji światła. 
W 1896 badał fosforescencję – chciał sprawdzić, czy promienie X odkryte przez Roentgena mają z nią związek. Fosforescencyjny minerał, będący rudą uranu, wystawił na światło słoneczne. Po długim naświetlaniu zawinął go w materiał światłoczuły (kliszę fotograficzną) oraz gruby, czarny papier nieprzepuszczający światła. Wywołana klisza okazała się zaczerniona. Becquerel odkrył, że ten minerał emituje niewidzialne promienie, jednak błędnie zinterpretował to jako fosforescencję (skutek wcześniejszego naświetlenia). Wynik swoich badań ogłosił 24 lutego 1896 na posiedzeniu Akademii Nauk w Paryżu. W późniejsze niepogodne dni odkrył przypadkowo, że minerał z uranem zaczernia kliszę pomimo braku naświetlenia – co ogłosił 2 marca, korygując swój błąd.
Becquerel prowadził dalsze jakościowe badania za pomocą klisz fotograficznych. Doprowadziły go do kolejnych błędnych wniosków, że promienie uranu ulegają odbiciu, załamaniu i polaryzacji, tak jak światło i inne fale elektromagnetyczne, co ogłaszał na kolejnych marcowych posiedzeniach Akademii Nauk. Fizycy, w tym sam Becquerel, porzucili temat jako nieciekawy i skupili się na dużo bardziej tajemniczych promieniach X. Tym razem błędy Becquerela doprowadziły do dwuletniego zastoju w badaniach nad promieniotwórczością. Dopiero w 1898 Maria Skłodowska-Curie podjęła dalsze badania nad promieniami uranu, co doprowadziło ją do szybkich odkryć. Pod ich wpływem dołączył do niej mąż Pierre i w 1899 również Becquerel. Odwołał swoje błędne wnioski z marca 1896.
Przypadkowe odkrycie zjawiska radioaktywności przyniosło Becquerelowi połowę Nagrody Nobla z fizyki w 1903. Drugą połowę otrzymali wspólnie Pierre Curie i Maria Skłodowska-Curie (pod nazwiskiem Marie Curie).
Becquerel był autorem m.in. pracy Recherches sur une proprieté nouvelle de la matière (1903).
Od nazwiska naukowca pochodzi jednostka radioaktywności w układzie SI: 1 bekerel (Bq) – jeden rozpad promieniotwórczy na sekundę.

## Nagrody
- Medal Rumforda (1900)[4]
- Medal Helmholtza (1901)
- Nagroda Nobla (1903) wspólnie z Marią Skłodowską-Curie i Pierrem Curie
- Medal Barnarda (1905)
- Medal Toffie (1908)